# Història del Tadjikistan
Les primeres notícies de l'actual Tadjikistan es remunten a la dinastia samànida (AD 875–999). Els tadjics van quedar sota domini rus pels volts del 1860. La revolta basmatxi que va esclatar arran de la Revolució Russa de 1917, va ser reprimida durant els primers anys 1920 i el Tadjikistan es va convertir una república socialista soviètica autònoma (la República Socialista Soviètica Autònoma del Tadjikistan), dins de l'Uzbekistan el 1924. El 1929, Tadjikistan va esdevenir una de les repúbliques components de la Unió Soviètica -la República Socialista Soviètica del Tadjikistan- i es mantindria amb aquest estatus fins al 1991.
Tadjikistan aconseguí la seva independència el 1991, i ha experimentat tres canvis de govern i una guerra civil des de llavors. Es va signar un acord de pau entre faccions rivals el 1997.

## Període preislàmic (600aC – 651 AD)
Tadjikistan formava part del Complex arqueològic Bactria-Margiana en l'edat del bronze, candidat a ser considerat part de la cultura protoindoiraniana o protoiraniana. Tadjikistan formava part de la regió d'Escítia en Antiguitat Clàssica.
La majoria del modern Tadjikstan modern havia format part dels antics regnes de Kamboja i Parama Kamboja, dels quals es troben referències als antics textos èpics indis, com el Mahabharata. Les proves lingüístiques, combinades amb les proves literàries i de les inscripcions antigues, han portat molts indologistes eminents a concloure que l'antic regne de Kamboja pertanyia originalment a l'Índia.
El Nirukta d'Achariya Yāska(segle VII aC) certifica que el verb Śavati, en el sentit d'"anar" només era usat pels kamboja. S'ha pogut demostrar que el dialectes Ghalcha moderns, Valkhi, Shigali, Sriqoli, Jebaka (també anomenat Sanglichi o Ishkashim), Munjani, Yidga i Yagnobi, principalment parlats als països pamirs i països de la capçalera de l'Oxus, encara usen termes derivats de l'antic kamboja Śavati en el sentit d'"anar". El dialecte yagnobi parlat a la província de Yagnobi al voltant de la capçalera de la vall de Zeravshan a Sogdiana, també encara conté una relíquia "u" procedent del kamboja antic Śavati en el sentit d'"anar".
Posteriorment Sir G. Grierson afirmà que la parla de Badakhxan era un dialecte ghalcha durant aproximadament tres segles fa, fins que fou substituït per una forma de persa.
Així, l'antic regne kamboja, probablement incloïa el Badakhxan, Pamir i territoris del nord incloent-hi la província de Yagnobi en el doab de l'Oxus i Jaxartes.
A l'est estava limitat aproximadament per Yarkand i/o Kaixgar, a l'oest per Bahlika (Uttaramadra), al nord-oest per Sogdiana, al nord per Uttarakuru, al sud-est per Darada, i al sud per Gandhara. Nombrosos indologistes ubiquen el territori original de Kamboja al Pamir i Badakhxan i el Parama Kamboja més cap al nord, als territoris trans-pamirians que comprenen la vall de Zeravshan, nord amunt de parts de Sogdhiana/Fargana—; a la Sakadvipa o Escítia dels escriptors clàssics. Així, en l'època pre-budista (segles VII/VI aC), les parts del modern Tadjikistan incloïen territoris que arribaven fins a la vall de Zeravshan a Sogdiana formaven part de l'antic regne de Kamboja i del regne de Parama-Kamboja quan era governat pels kambojes iranians fins que va passar a formar de l'Imperi Aquemènida
Sogdiana, Bactriana, Merv i Coràsmia eren les quatre divisions principals de l'Antiga l'Àsia central habitades pels avantpassats dels actuals tadjiks. Els tadjiks ara només es troben a la Bactriana històrica i a Sogdiana. Merv està habitat pels turcmans i Coràsmia per karakalpaks, uzbeks i kazakhs.
Sogdiana es va formar amb les valls dels rius de Zeravshan i Kashka-darya. Actualment, una de les poblacions que sobreviuen de Sogdiana que parlen un dialecte de la llengua sogdiana són el yaghnobis i xughnan. Bactriana estava situada al nord de l'Afganistan (actual Turkestan Afganès) entre la serralada dels rius Hindu Kush i l'Amudarià (Oxus) i algunes àrees del sud de l'actual Tadjikistan. Durant períodes diferents, Bactriana fou un centre de diversos Regnes o Imperis, i és probablement on s'originà el zoroastrisme. El "llibre sagrat d'Avesta"—;el llibre sagrat del zoroastrisme- va ser escrit en el dialecte de l'antic bactrià; també es pensa que Zoroastre nasqué amb tota probabilitat a Bactriana.

### Període aquemènida (550aC-329aC)

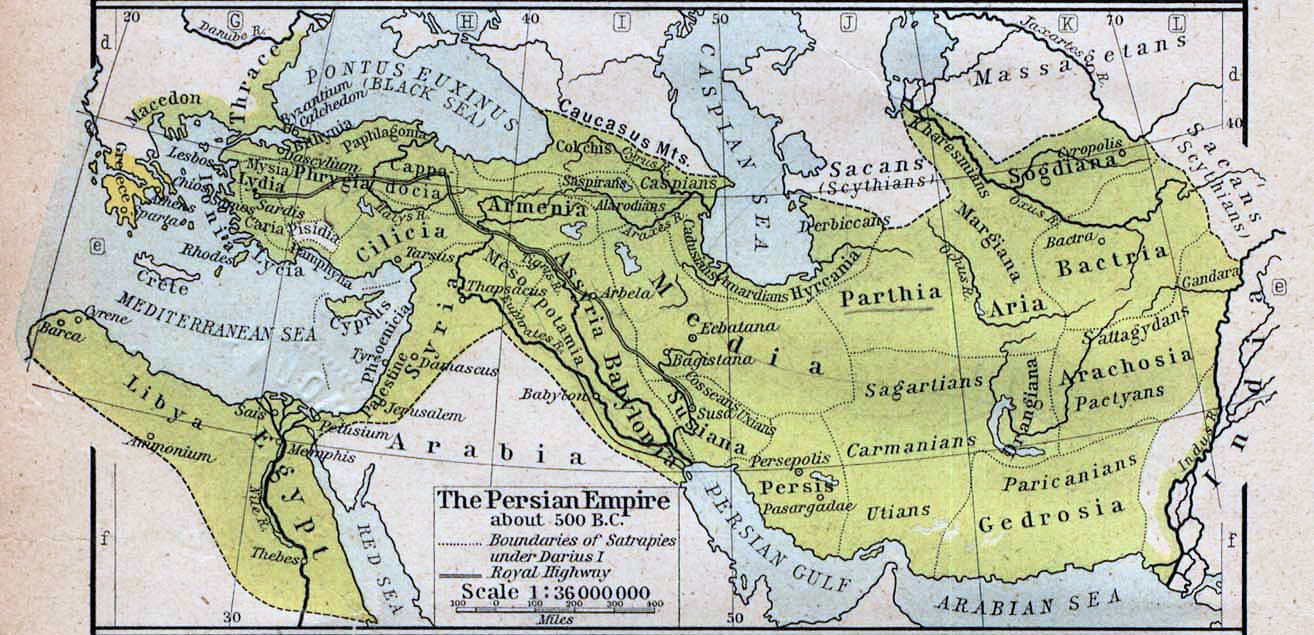
Imperi Aquemènida en la seva màxima extensió

Durant el període aquemènida, Sogdiana i Bàctria formaren part de l'Imperi persa. Sogdians i bactrians ocuparen posicions importants en l'administració i en l'exèrcit de l'Imperi Aquemènida.

### Període hel·lenístic (329aC–90aC)

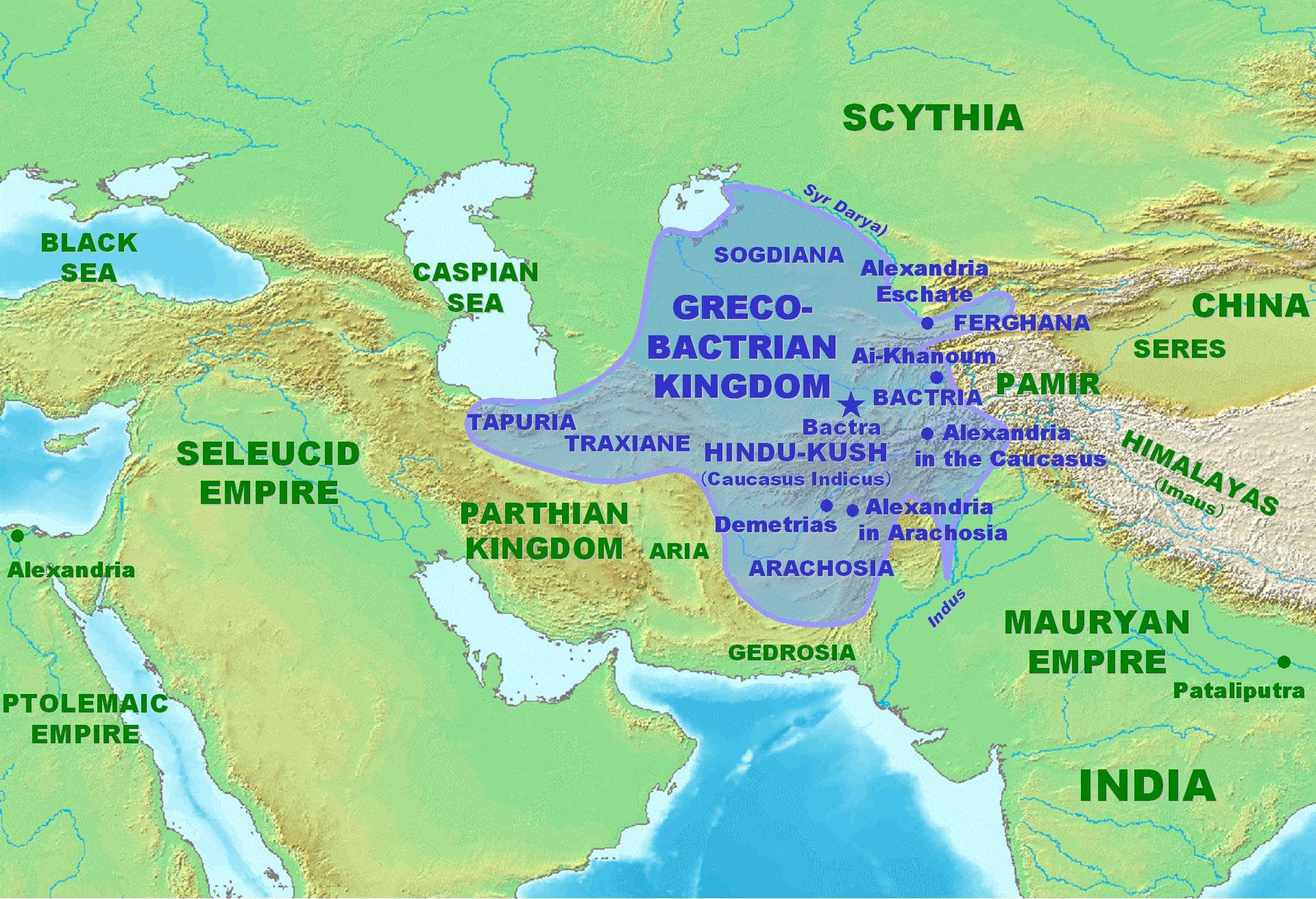
Mapa del Regne grec de Bactriana.

Després que l'Imperi Persa fos derrotat per Alexandre el Gran, Bactriana, Sogdiana i Merv, que formaven part de l'Imperi Persa, s'havien de defensar d'invasors nous. De fet, els macedònics s'hi encararen amb ferma resistència sota la direcció del governant sogdià Espitàmenes. Alexandre el Gran aconseguí casar-se amb Roxana, la filla d'un governant local, i heretà les seves terres. Després de la breu ocupació d'Alexandre, els estats hel·lenístics successors dels selèucides i els grecobactrians controlaren la zona per un període d'uns altres 200 anys, en el que es coneix com a Regne grec de Bactriana. Durant el període temporal que va des del 90 aC fins al 30 aC, els yuezhi destruïren l'últim estat successor hel·lenístic i, junt amb els tocaris (amb els quals tenien estrets lligams), crearen l'Imperi Kuixan al voltant de l'any 30 AD.

### Imperi Kuixan (30aC–410 AD)

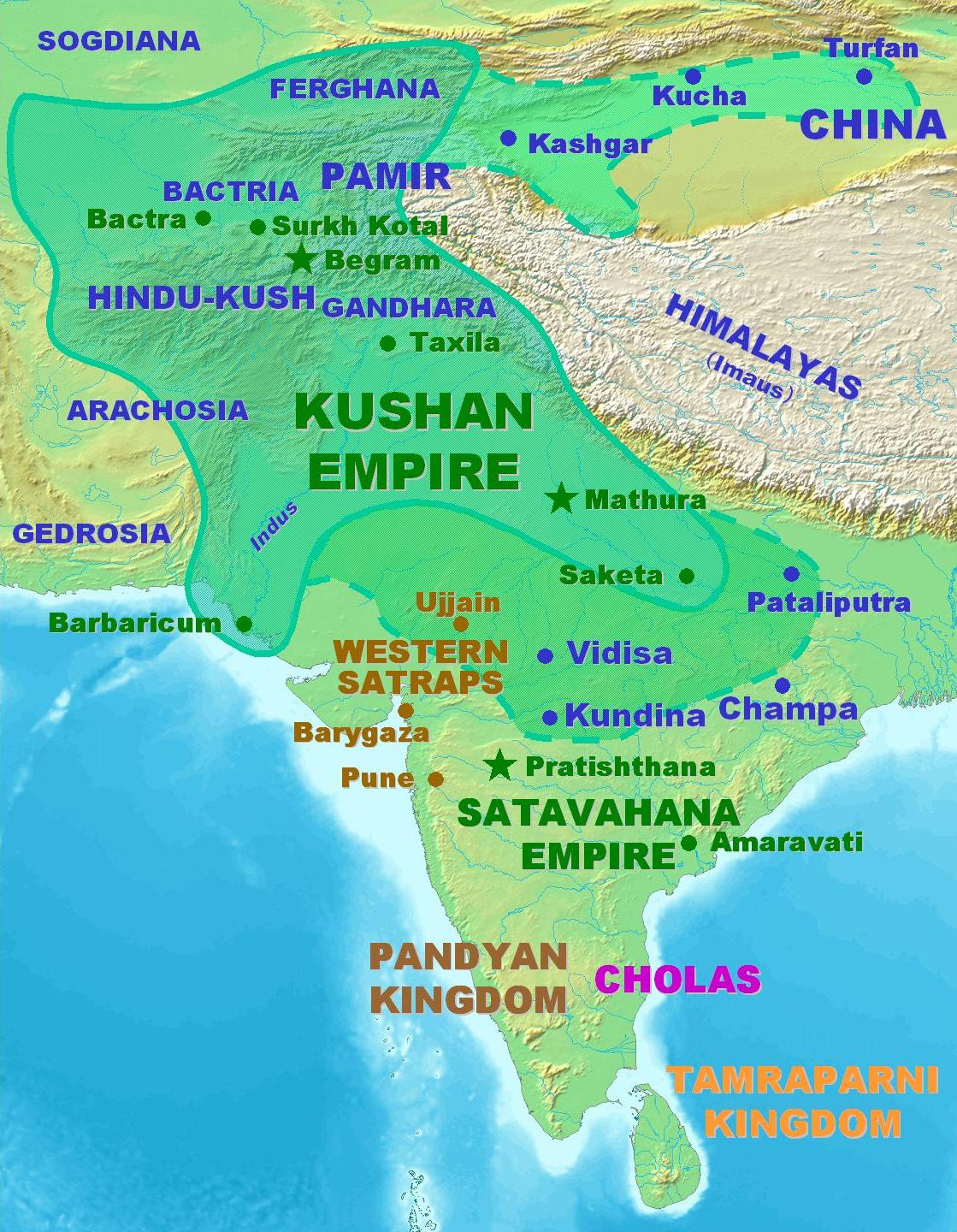
Imperi Kuixan.

Durant 400 anys més, fins al 410 AD, l'Imperi Kuixan fou un poder essencial a la regió junt amb l'Imperi Romà, l'Imperi Part i la dinastia Han (Xina). El contacte més destacat es va fer amb poblacions locals quan els enviats de la dinastia Han viatjaren a aquesta zona al segle ii. Al final del període Kuixan, l'Imperi esdevingué molt més petit i s'hauria de defensar del poderós Imperi Sassànida, que reemplaçà l'Imperi Part. Kaniska, el famós rei kuixan, promogué el budisme i durant aquest temps el budisme fou exportat des de l'Àsia central a la Xina.

### Els heftalites (410–565)

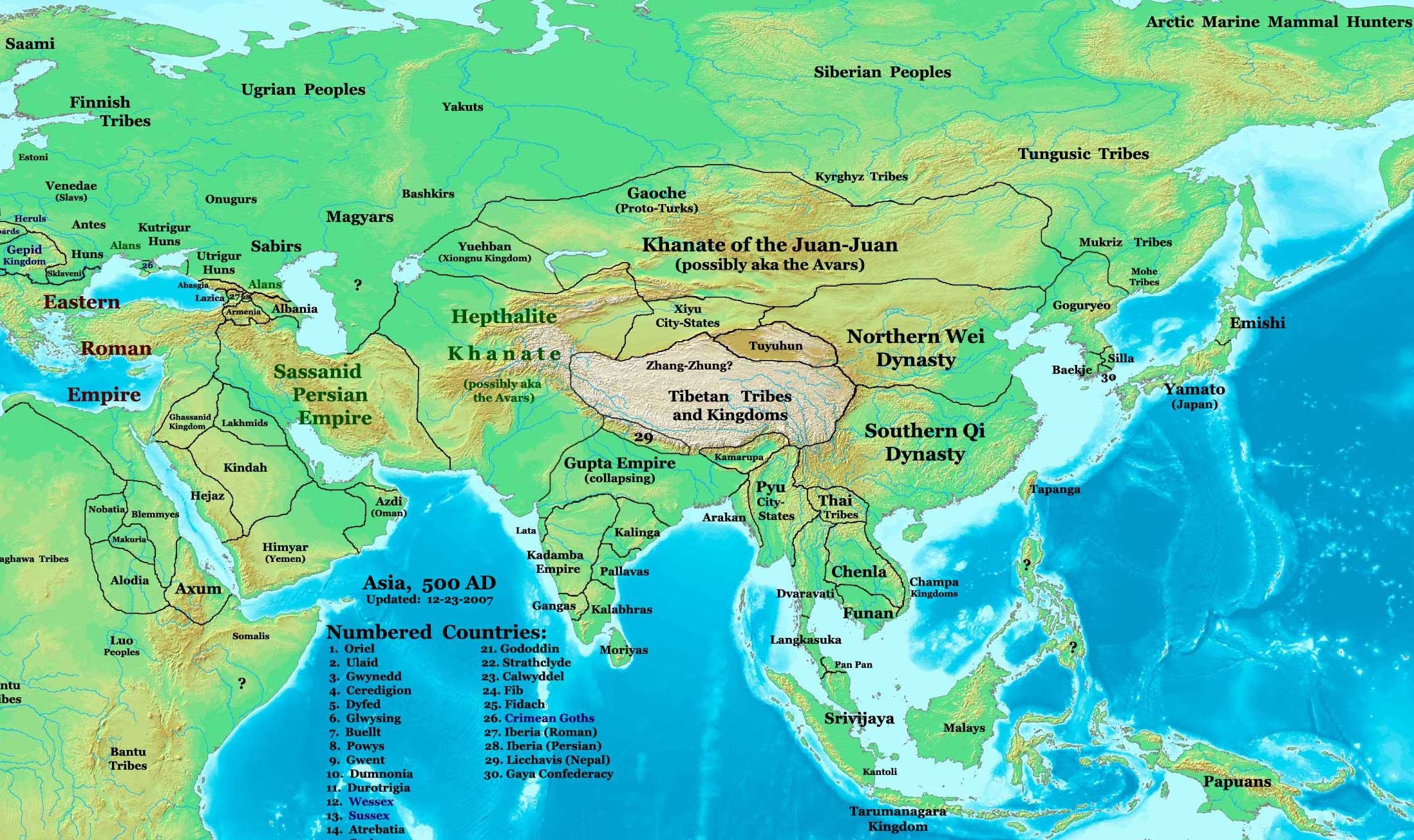
Àsia l'any 500, on es mostra el kanat heftalita en la seva màxima extensió.

L'origen dels heftalites és desconegut. Crearen un poderós imperi que reeixí a fer de Pèrsia un estat tributari al voltant del 483-85. El xah de Pèrsia Peroz I lluità amb els heftalites en tres guerres. Durant la primera guerra fou capturat per l'exèrcit heftalita i posteriorment fou alliberat quan l'emperador romà d'Orient pagà un rescat per ell. Durant la segona guerra, Peroz fou capturat i altre cop alliberat després de pagar un alt tribut al rei heftalita. Durant la tercera guerra Peroz fou mort. Els heftalites foren destruïts el 565 per coalició dels sassànides i forces dels kök-turks. Posteriorment, l'actual Tadjikistan fou governat pels göktürks excepte el domini xinès entre el 658 i el 681 abans de les incursions dels àrabs.

## Imperis islàmics (710-1218)

### Califat àrab (710–867)

L'Era dels Califes
Profeta Muhàmmad, 622-632
Primer califat, 632-661
Califat omeia, 661-750

Els principats de Transoxiana mai no formaren una confederació viable. A partir del 651 AD, els àrabs organitzaren atacs periòdics que penetraren profundament al territori de Transoxania, però no fou fins al nomenament d'Ibn Qutaiba com a governador de Gran Khorasan el 705, durant el regnat d'Al-Walid I, que el Califat adoptà la política d'annexionar-se les terres més enllà de l'Oxus. El 715, la tasca d'annexió ja estava acomplerta. La regió sencera així passà a estar controlada pel Califat de l'Islam, però els àrabs continuaren governant a través de reis sogdians locals i dihqans. L'ascensió del Califat Abbàssida per governar el Califat (750 - 1258) obrí una nova etapa en la història de l'Àsia central. Mentre els seus predecessors, com ara els Omeies (661 - 750) eren poc més que els líders d'una confederació solta de tribus àrabs, els Abbàssides comencen a construir un estat centralitzat multiètnic enorme que emularia i perfeccionaria la maquinària governamental sassànida. Aportaren una unió al Pròxim Orient i la Transoxiana de la que havien mancat des del temps d'Alexandre el Gran.

### Imperi Samànida (900–999)

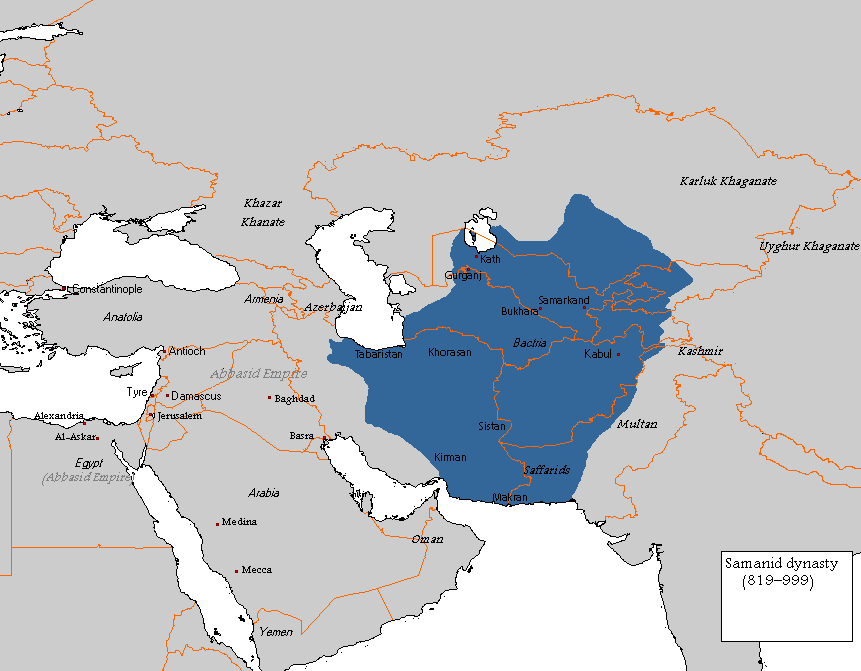
Imperi Samànida

La Dinastia samànida governà (819–;1005) al Gran Khorasan (incloent-hi Iran Oriental i Transoxiana) i fou fundada per Sàman-khudà. Els samànides foren una de les primeres dinasties purament indígenes que van governar a Pèrsia després de la conquesta àrab musulmana. Durant el regnat (892–907) del besnet de Saman Khuda, Ismaïl I (conegut com a Ismaïl ibn Àhmad), els samànides s'expandiren al Khorasan. L'any 900, Ismaïl derrotava els safàrides al Khorasan (àrea de l'actual nord-oest de l'Afganistan i nord-est de l'Iran), mentre que el seu germà era el governador de Transoxiana. Així, el domini samànida es va produir sobre ambdues regions combinades. Les ciutats de Bukharà (la capital samànida) i Samarcanda es convertiren en centres d'art, ciència, i literatura; les indústries incloïen la fabricació de ceràmica i la foneria del bronze. Després de 950, el poder samànida es debilità, però es revitalitzà breument sota Nuh II, que governà des del 976 al 997. Tanmateix, amb la intrusió venidora dels turcs musulmans, el samànides perderen els seus dominis al sud del riu Oxus que va ser pres pels gaznèvides. En 999, Bukharà era presa pels qarakhànides. Ismaïl ibn Nuh al-Múntasir (mort el 1005) provà de restaurar la dinastia (1000–1005), fins que fou assassinat per un cap tribal àrab beduí.
Durant el període samànida, es va formar a l'Àsia central la nació tadjik de parla iraniana. L'art i ciència del recentment format poble tadjik floriren durant aquell període a la ciutat de Bukharà.
L'atac dels turcs qarakhànides acabà amb la dinastia samànida en 999 i el domini a la Transoxiana passà als governants turquesos.

### Qarakhànides (999–1211) i corasmis (1211–1218)
Després de l'esfondrament de la Dinastia Samànida, l'Àsia central es convertí en el camp de batalla de molts invasors asiàtics que vingueren del nord-est.

## El mongols i els seus successors (1218–1740)

### Imperi Mongol (1218–1370)
L'Imperi Mongol entrà a través de l'Àsia central, envaí l'Imperi Corasmi, saquejà les ciutats de Bukharà i Samarcanda, i massacrà gent a tot arreu.

### Imperi Timúrida (1370–1506)
Tamerlà, fundador de l'Imperi timúrida, nasqué el 8 d'abril de 1336 a Keix prop de Samarcanda. Era un membre de la turquitzada tribu de Barlas, un subgrup mongol que s'havia instal·lat a Transoxiana després de participar en les campanyes del fill de Genguis Kan Txagatai Khan en aquella regió. Timur començà la seva vida com a cap de bandits. Durant aquest període, rebé una ferida de fletxa a la cama, com a resultat de la qual rebé el sobrenom de Timur-e Lang (a Dari) o Timur el Coix. Encara que l'últim governant timúrida d'Herat, Badi al-Zaman finalment caigué davant els exèrcits de l'uzbek Muhàmmad Xaibani el 1506, el governant timúrida de Ferghana, Zahir-ud-Din Muhàmmad Baber, sobrevisqué a l'esfondrament de la dinastia i restablí la Dinastia dels timúrides a l'Índia el 1526, on esdevingueren coneguts com a mogols.

### Domini xibànida (1506–1598)
L'estat dels xibànides es dividí en apanatges entre tots els membres masculins (soldans) de la dinastia, que designaria el governant suprem (Khan), el membre més vell de clan. La seu del Khan fou primer Samarcanda, la capital dels timúrides, però part dels kans preferiren de romandre als seus anteriors apanatges. Així Bukharà es convertí en seu del kan per primer cop sota Abu-l-Ghazi Ubaid Al·là (r.1533-1539).

### Dinastia astrakhànida (jànida) (1598-1740)
El període d'expansió política i prosperitat econòmica fou passatger. Aviat després que la mort d'Abd Al·là Khan la dinastia xibànida desaparegué i fou substituïda per la dinastia jànida (Astarkhànides), una altra branca dels descendents de Jotxi, el fundador de la qual, Jani Khan, estava relacionat amb Abd Al·là Khan a través del seu matrimoni amb la germana d'Abdul·là Khan. Es diu també que la Dinastia jànida estava connectada amb els haiximites a causa de l'estatus d'Imam Kuli Khan ibn Din Muhammad com a sàyyid. Els seus descendents avui viuen a l'Índia. El 1709, la part oriental del Kanat de Bukharà se secessionà i formà el Kanat de Kokand. Així, la part oriental de l'actual Tadjikistan passà al Kanat de Kokand, mentre la part occidental romangué com a part del Kanat de Bukharà.

## Domini persa i del Kanat de Bukharà (1740–;1920)

### Dinastia afxàrida (1740–1756)
El 1740, el kanat Janid fou conquerit per Nàdir-Xah Afxar, el governant afxàrida de Pèrsia. El kan jànida Abu al Faiz retingué el seu tron, però es va convertir en vassall de Nàdir.

### Dinastia Mangit (1756–1920)
Després de la mort de Nàdir-Xah Afxar, el 1747, el cap de la tribu mangit, Muhàmmad Rahim, vencé els seus rivals d'altres tribus i consolidà el seu domini al Kanat de Bukharà. El seu successor, tanmateix, governà en nom dels kans titella d'origen jànida. El 1785 Xah Murad formalitzà el domini dinàstic de la família (Dinastia Mangit), i el kanat es convertí en l'Emirat de Bukharà.

## Història Moderna: 1800-Present

### Regnat de Jahangir Khoja
Jahangir Khoja aplegà un exèrcit de turquestanesos, amb el suport de kirguisos, tadjiks, i membres de Muntanya Blanca, atacà Kaixgar que estava sota el control de la dinastia Qing de la Xina. Quan Jahangir assetjà Kaixgar el 1826 capturava uns quants xinesos, i els portà a Kokand. El tadjiks compraren dos esclaus xinesos de Shaanxi, els mantingueren en la servitud durant un any abans de ser retornats pel tajdik Beg Ku-bu-te a la Xina. A tots els xinesos, tant als comerciants com als 300 soldats capturats per Janhangir a Kaixgar, se'ls feu tallar els caballes quan se'ls portà a Kokand i a l'Àsia central com a presoners. Quans se'ls tallà els cabells, aquests foren venuts o donats a diversos propietaris, un d'ells, Nian, acabà com a esclau del Príncep Batur Khan de Bukharà, Omar Khan acabava posseint Liu Qifeng i Wu Erqi, els altres, Zhu, Tian Li, i Ma Tianxi anaven a parar a diversos propietaris però ordiren una fugida. Els russos enregistren un incident on rescataren aquests comerciants xinesos que s'havien escapat, després que fossin venuts per l'exèrcit de Jahangir a l'Àsia central, i els retornaren a la Xina.

### Vassallatge rus (1868–1920)
Al segle xix, l'Imperi Rus es començà a expandir a l'Àsia central. L'expansió estava motivada pels interessos econòmics de Rússia i estava connectada amb la Guerra Civil dels Estats Units a principis dels anys 1860, que interrompé severament el subministrament de fibra de cotó a la indústria russa i forçà Rússia a girar-se cap a l'Àsia central com una font alternativa de subministrament de cotó així com un mercat per a les manufactures russes. Entre 1864 i 1885 Rússia gradualment prengué el control del tot el territori del Turquestan Rus des de la frontera amb l'actual Kazakhstan al nord a la mar Càspia a l'oest i a la frontera amb Afganistan al sud. Taixkent fou conquerida el 1865 i el 1867 es creà la gubèrnia del Turquestan amb Konstantín Petróvitx Von Kaufman com a primer governador general.
L'Imperi rus, que era un estat molt més gran, amb una població enorme i que tenia unes force armades modernes, no va tenir massa disficultat a l'hora de conquerir les regions habitades pels tadjiks, i només va trobar una feroç resistència a Djizak, Ura-tyube, i quan la seva guarnició a Samarcanda fou assetjada el 1868 per forces procedents de Xahrisabz i els habitants de la ciutat. L'exèrcit de l'Emirat de Bukharà fou completament derrotat en tres batalles, i 18 de juny de 1868 l'emir Muzàffar al-Din Bahadur Khan (r.1860-1885) signà un tractat de pau amb el governador general del Turquestan Rus Von Kaufman. Samarcanda i el Zeravshan Superior foren annexionats per Rússia i el país s'obrí a comerciants russos. L'emir retingué el seu tron com a vassall de Rússia i amb ajuda russa establia control sobre Xahrisabz, les regions muntanyoses a la part superior de la vall del Zeravshan (1870) i els principats del Pamir occidental (1895). A finals d'agost de 1920 l'últim emir, Muhàmmad Alim Khan, fou enderrocat per tropes soviètiques. El 6 d'octubre de 1920 l'emirat fou abolit, i es proclamà la República Popular de Bukharà.

### Govern soviètic (1920–1991)

Bandera de l'RSS del Tadjikistan

Quan es van dibuixar les fronteres artificials el 1928, les antigues ciutats tadjiks de Bukharà i Samarcanda van quedar fora de la República Socialista Soviètica del Tadjikistan. Com a ciutadans de la recentment establerta República Socialista Soviètica de l'Uzbekistan, molts tadjiks es veieren pressionats per tal d'ajustar la seva identitat a la recentment atribuïda identitat "uzbeka", i sota amenaça d'exili, molts van ser forçats a canviar la seva identitat i a signar als seus passaports com a "uzbeks". Les escoles tadjikes van ser tancades i els tadjiks no aconseguien càrrecs de responsabilitat per causa de la seva etnicitat. Durant la Segona Guerra Mundial, més de 300.000 tadjiks van ser mobilitzats en el si de l'Exèrcit Roig i lluitaren contra els nazis.

### Tadjikistan (1991-Present)
La República Socialista Soviètica del Tadjikistan fou de les últimes repúbliques de la Unió Soviètica a declarar la seva independència. El 9 de setembre (1991), després de l'esfondrament de la Unió de Repúbliques Socialistes Soviètiques (URSS), Tadjikistan declarà la seva independència. Durant aquest temps, l'ús del tadjik, una llengua oficial de l'RSS del Tadjikistan, fou cada cop més promogut. Els russos ètnics, que havien ocupat molts càrrecs al govern, perderen bona part de la seva influència i més tadjiks esdevingueren políticament actius.
El nou estat caigué, gairebé immediatament, en una guerra civil, que implicà que diverses faccions lluitessin l'una amb l'altra; aquestes faccions eren sovint distingides per lleialtats de clan. La població no musulmana, especialment russos i jueus, fugí del país durant aquesta època, a causa de les persecucions, l'increment de la pobresa i millors oportunitats econòmiques a Occident o a altres antigues repúbliques soviètiques.
Emomalí Rahmon arribà al poder el 1994, i continua governant fins ara. La neteja ètnica fou motiu de controvèrsia durant la guerra civil del Tadjikistan. Al final de la guerra, Tadjikistan es trobava en un estat de devastació completa. S'estima que el nombre de morts va ultrapassar les 100.000 víctimes. Prop d'1.2 milions de persones es van convertir en refugiats dins i fora del país. El 1997, es va arribar a un alto el foc era arribat entre Rahmon i els partits de l'oposició (Oposició Tadjik Unida).
Se celebraren eleccions pacífiques el 1999, però l'oposició les va qualificar de fraudulentes, i Rahmon fou reelegit per votació gairebé unànime. Les tropes russes es va estacionar al sud del Tadjikistan, per vigilar la frontera amb Afganistan, fins a l'estiu 2005. Des dels Atemptats de l'11 de setembre de 2001, tropes estatunidenques, índies i franceses també s'han estacionat al país.